# Antichrist Superstar (сингл)
«Antichrist Superstar» — промо-сингл з другого студійного альбому гурту Marilyn Manson Antichrist Superstar. Виробили менше 70 копій окремка. Пісня символізує кульмінаційний момент історії концептуального альбому, коли головний герой стає бунтарем-нігілістом Антихристом Суперзіркою, ненавидячи світ та знищуючи все на своєму шляху. Цей образ передається тріумфальною та лиховісною загальною атмосферою пісні; гітарні рифи нагадують звучання сурм та труб під час тоталітарного з'їзду. Це може бути натяком на те, як критики вважали Меріліна Менсона загрозою для християнської моралі, а, отже, й загрозою для самого світу.
Під час концерту фронтмен співає на сцені, яку прикрашено прапорами з символом шоку/блискавки, що був характерним для його другої платівки «Antichrist Superstar», стоячи на трибуні, наче під час нацистського з'їзду. Своїми рухами тіла й позами лідер гурту пародіює і насміхається з диктаторів та телеєвангелістів.

## Відеокліп

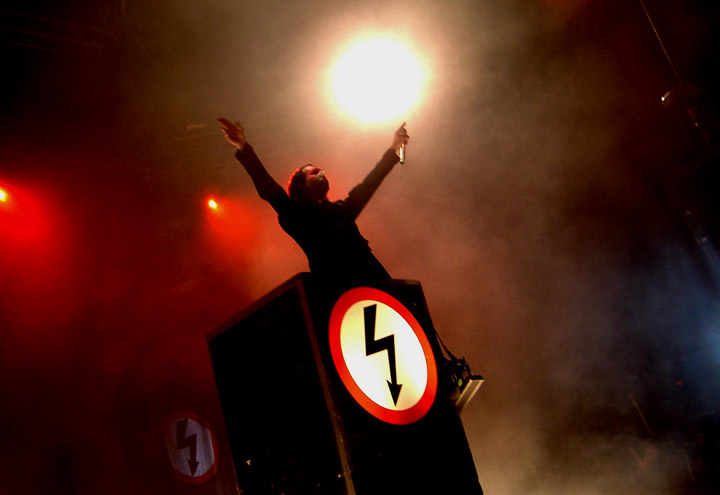
Мерілін Менсон виконує «Antichrist Superstar»

Режисер: Е. Еліас Мерідж. Співрежисер: Мерілін Менсон. Відео зняли в 1996 р., але його довго не випускали для широкого загалу. Кліп уперше показали у 1997 р. на Міжнародному кінофестивалі у Сан-Франциско у складі програми «Newly Minted Memories». Відео отримало нагороду у категорії «Відеокліп». Назва кліпу пишеться через дефіс, на відміну від назви пісні.
У 1996 р. Менсон зв'язався з Меріджем через день після того, як він переглянув його експериментальний фільм 1990 року Народжений. Едмунд тоді висловив зацікавленість у зйомках відео «Antichrist Superstar», він хотів використати більшу частину кадрів, які не увійшли до кліпу на пісню «Cryptorchid». Режисер відзняв додатковий матеріал з участю Менсона, а потім змонтував його з уже наявними сценами.
Мерідж використав кадри з військових хронік різних країн, щоб підкреслити тоталітарний аспект пісні. Зрештою, лейбл Interscope, який був шокований відеокліпом, заборонив його випуск."
19 червня 2010 р. відео з'явилося на YouTube. Його тривалість: 5:43, хоча титри на початку кліпу повідомляють, що тривалість відео становить 5:23. Кліп знято на чорно-білу плівку. Відео містить кадри із стрічки «Народжений». У кліпі Менсон грає роль вождя у діловому костюмі, який вириває сторінки з Біблії, стоячи на трибуні, схожій на ту, яку Менсон використовує під час концертних виступів. Генрі С. Розенталь із сан-франциської кінокомпанії «Complex Corporation» також узяв участь у виробництві відео. У середині 2011 кліп нарешті з'явився на офіційному сайті гурту.